# Дело 205/1913 П. К. Яворов
„Дело 205/1913 П. К. Яворов“ е български игрален филм (драма) от 1984 година на режисьора Киран Коларов, по сценарий на Киран Коларов и Иван Дечев. Оператор е Радослав Спасов. Създаден е по идея от книгата „Житейската драма на Яворов“ на Никола Гайдаров. Музиката във филма е композирана от Кирил Дончев.

## Състав

### Актьорски състав
| Изпълнител                                            | Роля                                  |
| ----------------------------------------------------- | ------------------------------------- |
| Явор Милушев                                          | Пейо Яворов                           |
| Катя Иванова                                          | Лора Каравелова                       |
| Пламен Сираков                                        | прокурорът Александър Огнянов         |
| Богдан Глишев                                         | Тодор Александров                     |
| Вълчо Камарашев                                       | файтонджията бай Кръстьо              |
| Стоян Стоев                                           | следовател Иван Божилов               |
| Нели Топалова                                         | Дора Конова-Кремен                    |
| Живко Гарванов                                        | Васко Маджаров, първи братовчед       |
| Борис Луканов                                         | д-р Кръстю Кръстев                    |
| Мартин Пенчев                                         | д-р Атанас Теодоров                   |
| Любомир Младенов                                      | Михо - Михаил Кремен                  |
| Красен Бурханларски                                   |                                       |
| Михаил Мутафов                                        | Йордан Панов                          |
| Кирил Симов                                           |                                       |
| Емилия Радева                                         | Екатерина Каравелова, майката на Лора |
| Никола Тодев                                          | отец Стоил                            |
| Евгения Митрополитска                                 |                                       |
| Тодор Генов                                           | Атанас, брат на Яворов                |
| Иван Самоковлиев                                      |                                       |
| Иван Йорданов                                         | д-р Пиперков                          |
| Цветана Манева                                        | Мина Тодорова                         |
| Марин Янев                                            |                                       |
| Цанко Петров                                          |                                       |
| Емил Михов                                            |                                       |
| Добрин Добрев                                         | професор Гергинов                     |
| Петър Деспотов                                        | капитан Райков                        |
| Георги Паламудов                                      |                                       |
| Веселин Цанев                                         | д-р Татарчев                          |
| Лиляна Ковачева                                       | прислужничка в пансиона               |
| Владимир Давчев                                       | селянин на полето                     |
| Елена Попова                                          |                                       |
| Евгени Михайлов                                       | д-р Койчев                            |
| Евгени Александров                                    |                                       |
| Даниела Георгиева                                     |                                       |
| Кирил Илиев                                           |                                       |
| Веселин Мезеклиев (не е посочен в надписите на филма) | Стайчев, журналист                    |
| Елжана Попова (не е посочена в надписите на филма)    |                                       |
| Бончо Урумов (не е посочен в надписите на филма)      |                                       |

### Екип
| Режисьор               | Киран Коларов                                                                                         |
| Сценарий               | Киран Коларов Иван Дечев По идея от книгата „Житейската драма на Яворов“ от Никола Гайдаров           |
| Оператор               | Радослав Спасов                                                                                       |
| Художник               | Петър Горанов                                                                                         |
| Костюми                | Елиана Стоянова                                                                                       |
| Музика                 | Кирил Дончев                                                                                          |
| Звук                   | Михаил Каридов                                                                                        |
| Монтаж                 | Анна Радичева                                                                                         |
| Редактор               | Валентина Радинска                                                                                    |
| Директор               | Кирил Кирилов                                                                                         |
| Консултанти            | Тончо Жечев Кръстьо Куюмджиев                                                                         |
| Втори режисьор         | Цветана Аврамова                                                                                      |
| Втори оператори        | Христофор Николов Ели Михайлова                                                                       |
| Асистент-режисьори     | Иван Черкелов Иглика Орешкова Галина Гуцалска                                                         |
| Асистент-оператори     | Христо Александров Владимир Станков                                                                   |
| Цветен четец           | Евгения Якимова                                                                                       |
| Грим                   | Димитър Коклин                                                                                        |
| Помощник гримьорки     | Татяна Найденова Софи Йосифова                                                                        |
| Втори художник         | Антон Антонов                                                                                         |
| Декори                 | Николай Борисов                                                                                       |
| Реквизит               | Гаро Гарабедян Богомил Петров Любомир Димов                                                           |
| Гардероб               | Фани Дадова Тодорка Гергова Славка Радкова                                                            |
| Асистент-монтажистки   | Райна Данова Даниела Терзийска                                                                        |
| Фотограф               | Парсех Шубаралян                                                                                      |
| Осветление             | Васил Каменов                                                                                         |
| Кран                   | Антон Наков                                                                                           |
| Организатори           | Руси Люцканов Ангел Митев Ана Кабова Нели Дурчева                                                     |
| Медицински консултанти | д-р Иван Цветков д-р Райна Георгиева                                                                  |
| Distributed by         | БЪЛГАРСКА КИНЕМАТОГРАФИЯ Студия за игрални филми „БОЯНА“, Първи творчески колектив /Copyright © 1983/ |

## Награди
- Награда за операторска работа, Награда за музика, Варна, 1984
- Награда за операторска работа и Награда за музика на СБФД, 1984